# 本町通 (京都市)

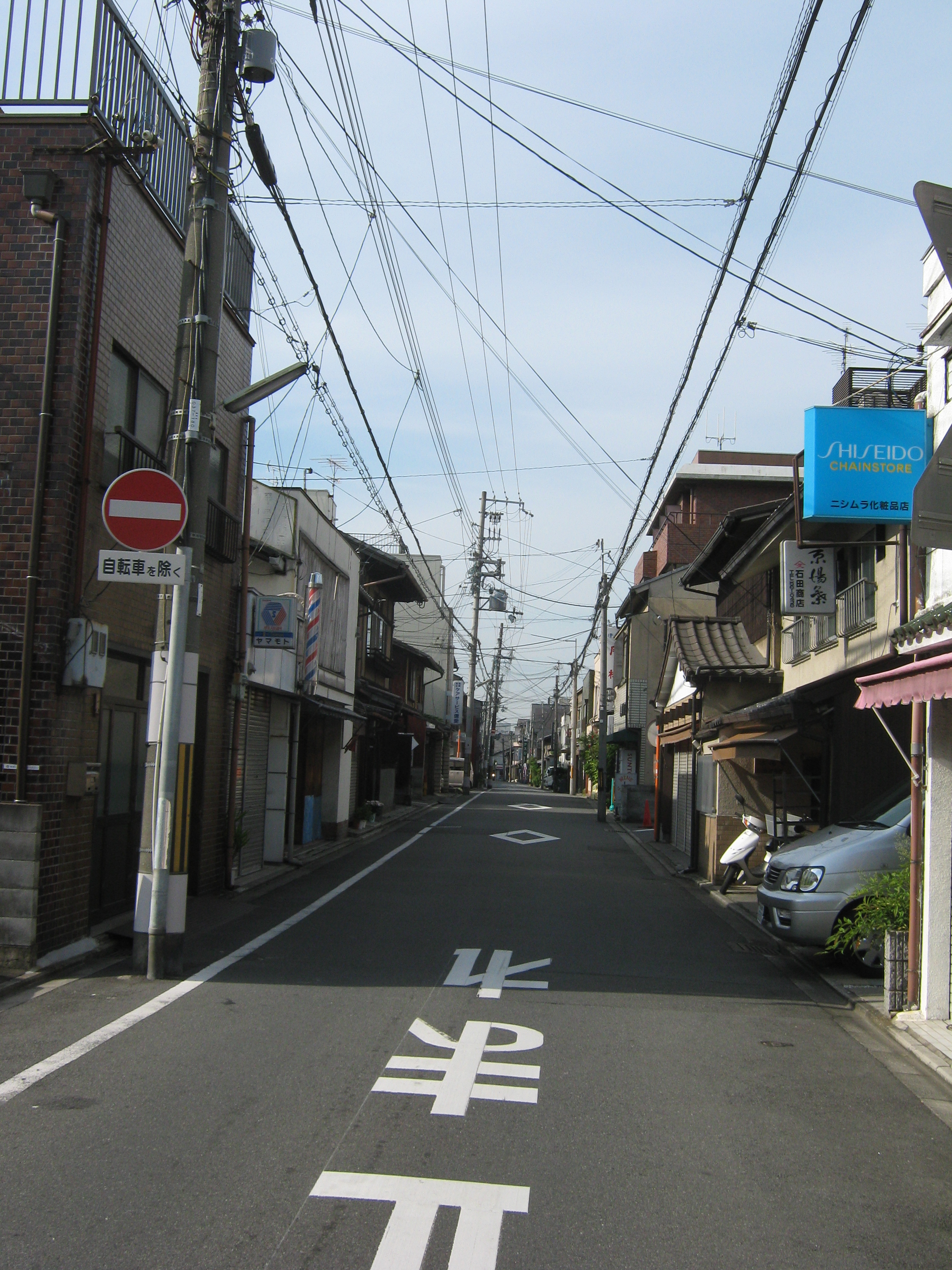
本町通、正面通より、京都市東山区

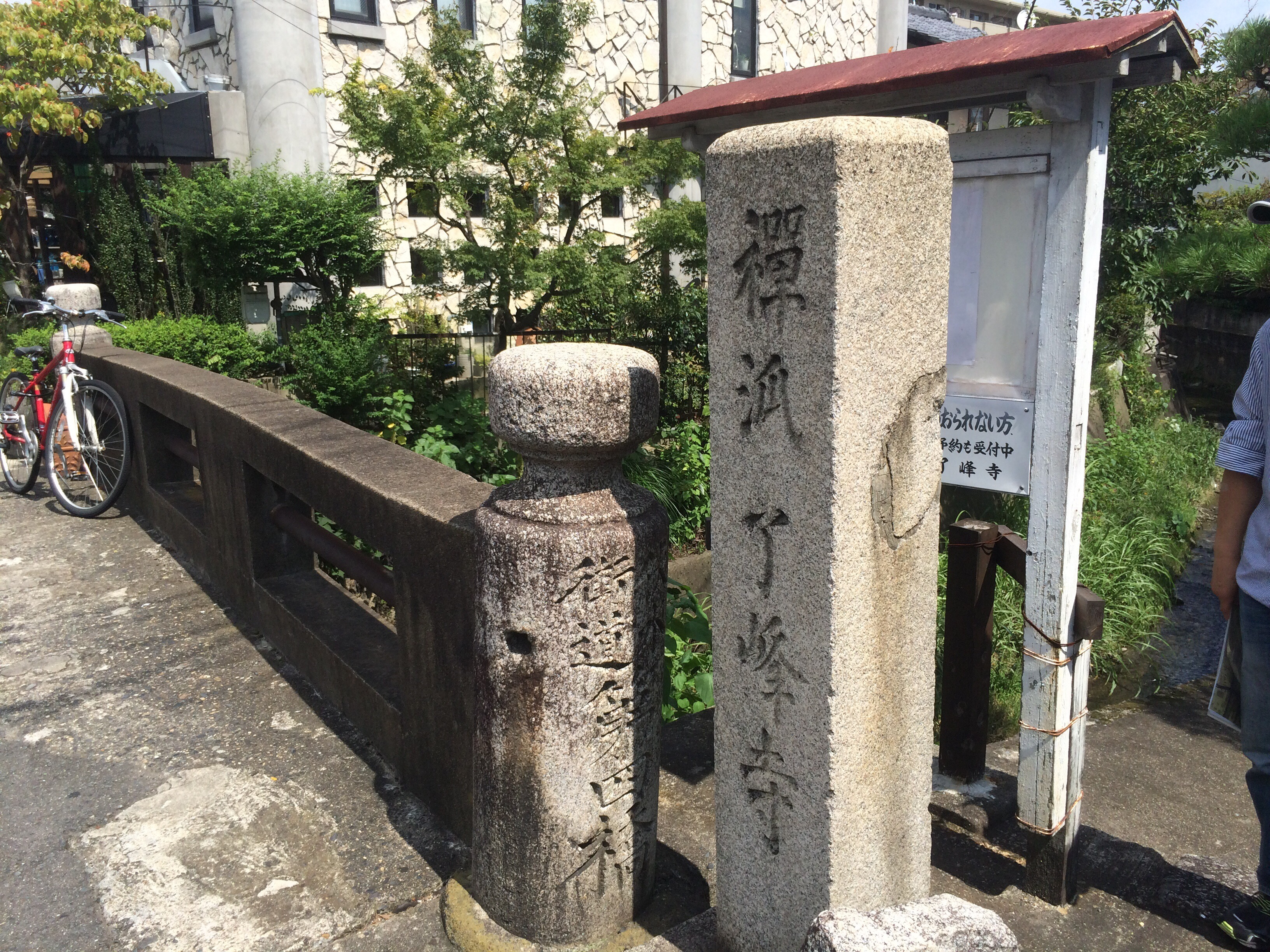
直違橋
（東福寺門前に第一橋～第三橋があり、第四橋とも称された）

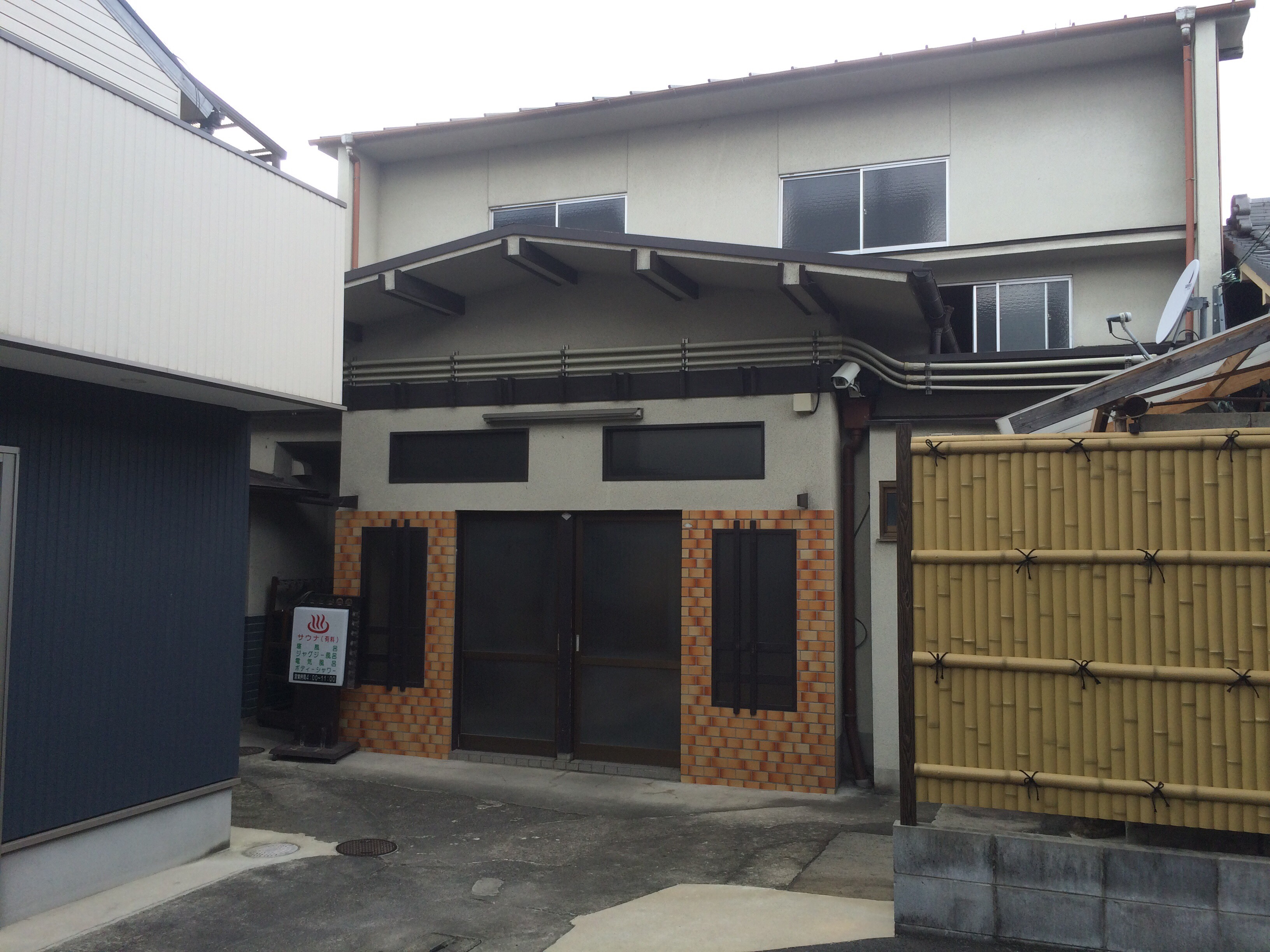
軍人湯

本町通（ほんまちどおり）は、京都府京都市の南北の通りの一つ。

## 概要
五條口と伏見を結ぶ伏見街道の一部区間にあたる。江戸時代には一続きに家屋の立ち並ぶ両側町となっていて、現在の東山区本町22丁目以北は京都町奉行の管轄、伏見区深草稲荷榎木橋町以南は伏見奉行の管轄だった。
京都側の町名である本町は、北から南へ1丁目から10丁目までしかなかったが、1869年に東福寺門前12町の一之橋町・八軒在家町・二之橋町・新町・三聖寺前町・中村町・深井町・寺之前町・下井之町・田中町・安保町・大下之町が本町11丁目から22丁目にそれぞれ改称した。また、同年には新正面町が本町新5丁目に、新六丁目が本町新6丁目にそれぞれ改称した。
伏見側の町名である深草直違橋は、南から北へ2丁目から11丁目まである。直違橋は深草直違橋南1丁目と深草直違橋北1丁目の間を流れる七瀬川に架かる橋で、伏見側では本町通ではなく直違橋通（すじかいばしどおり）とも呼ばれる。
北端は五条通、南端は本来は墨染通だが延伸されて国道24号。鴨川運河（琵琶湖疏水）と京阪電鉄京阪本線が並行して走る。鴨川東岸にあり、同じく南北の通りである川端通・師団街道の東側、大和大路通の西側に位置する。
陸軍第16師団が深草の地にあり、深草直違橋五丁目近傍には師団司令部が置かれた。その建物は、現在、聖母女学院本館として遺っている。沿道には軍人湯と称する銭湯もあり、軍によって栄えた名残を今に伝えている。
五条通から国道24号までのほとんどの区間で、北向き一方通行である。（以前は一方通行の規制に二輪車は除く区間が存在したが、2017年（平成29年）3月1日から二輪も一方通行となった）四輪車・二輪車・軽車両ともに通行量は非常に多く、信号のない部分を横断する際は注意を要する。
本町九丁目において、JR東海道本線・JR東海道新幹線によって分断されている（歩行者用の跨線橋は存在する。）が、本町八丁目（塩小路通）から本町十丁目（泉涌寺道）にかけて、西側の通りへの迂回路が存在する。この迂回路は新本町通という名称を持つ。
大部分の区間は京都市道であるが、深草稲荷御前町～第一軍道間は京都府道201号中山稲荷線となっている。

## 沿道の主な施設
- 耳塚
- 赤尾屋本店
- 三洋化成工業本社
- 京都市立一橋小学校（現在の京都市立東山泉小中学校の西校舎となっている。）
- JR奈良線・京阪電鉄京阪本線 東福寺駅
- 東福寺
- 伏見稲荷大社
- 学校法人聖母女学院
- 軍人湯
  - 将校、兵隊がよく入りに来たという[1][2]。終戦直後、進駐軍の目もあり、改名を検討したが、復員兵に止められ思いとどまったという[3]。「戦争を忘れないためにも、名前はずっとこのままです」と店主は話す[1]。
- 西岸寺 (京都市伏見区深草)
- 京都市立深草小学校
- 藤森神社